# Chrysomela crotchi
Chrysomela crotchi är en skalbaggsart som beskrevs av Brown 1956. Chrysomela crotchi ingår i släktet Chrysomela och familjen bladbaggar. Inga underarter finns listade i Catalogue of Life.